# S.A. Alkartasuna
S.A. Alkartasuna fue una empresa dedicada a la fabricación de armas cortas, principalmente de pistolas, que tuvo su sede en la localidad vizcaína de Guernica y Luno en el País Vasco, España. Se fundó el 21 de enero de 1914 en Guernica por los obreros eibarreses e inversores locales. Sus productos, en especial la pistola modelo Elkar, tuvieron gran prestigio durante la Primera Guerra Mundial.
S.A. Alkartasuna fábrica de armas de Guernica, como así solía aparecer en sus productos, nació después de la huelga que en 1913 realizaron en Guernica los obreros, en su inmensa mayoría eibarrese, de la recién trasladada Unceta y Cia S.A. (las nuevas instalaciones guerniquesas de Unceta y Cia se inauguraron en julio de 1913 y la huelga se extendió desde 23 de septiembre hasta el 23 de octubre) fruto de la asociación de los obreros eibarreses que se quedaron para enseñar el oficio armero a los nuevos trabajadores de Unceta y Cia junto a un puñado que volvieron a Guernica e inversionistas locales que se sumaron a industrialización del municipio. Fabricó la pistola tipo Ruby de 7,65 mm, así como los modelos Alkar y Nueva Alkar.
La fábrica de Alkartasuna fue destruida por un incendio el 13 de mayo de 1922. El equipo de la fábrica y el inventario de la misma sufrieron una pérdida total.[cita requerida]